# Sabor
La sabor és la impressió que causa un aliment o una altra substància al sentit del gust, i està determinat principalment per sensacions químiques detectades pel gust (llengua) així com per l'olfacte (olor). El 60% del que es detecta com a sabor és procedent de la sensació d'olor. Es veu alterat per l'olor, ja que ambdós estímuls actuen conjuntament en l'ésser humà. La sabor pot venir dels components naturals de l'aliment o de substàncies químiques afegides per reforçar o reduir determinades sensacions i fer la ingesta més agradable. La temperatura de l'aliment, malalties o el tabac poden afectar la percepció de la sabor.
Existeixen diverses sabors essencials:
- salada
- dolça
- amarga
- àcida
- umami
- picant
- astringent